# حصيل
حَصِيل (الاسم العلمي: Pacourina)، جنس نباتات من أمريكا الجنوبية تتبع قبيلة الفرنونياوات ضمن فصيلة النجمية.
النوع الوحيد المعروف في الجنس هو حصيل مأكول. المنتشر في جميع أنحاء أمريكا الاستوائية من غواتيمالا إلى غويانا الفرنسية إلى باراجواي.